# 超級總統共和制
超級總統制共和制，是一種政府形式，其中僅在外部遵守三權分立的原則，但實際上所有大部分部門權力都集中在總統手中及其控制的行政機構。這是威權主義的一種變體形式。

## 概觀
通常，超級總統制共和國的總統領導政府，同時是執政黨的領導人（執政黨可能是唯一的合法政黨或比其他政黨享有顯著的憲法外優勢）。同時，在超級總統制共和國中，“總統特別權力的可能使用範圍比普通總統制共和國更廣泛”：總統具有發布有法律效力的法令，有權根據其決定解散議會，罷免部長和行政實體負責人等。在超級總統制共和國的情況下，它可能導致以建立「終身總統」制度（通過公民投票或完全由總統控制的議會投票）取代國家元首的定期選舉和/或根據前任的決定實際任命新總統，然後在選舉中正式批准該決定。

## 類型
根據俄羅斯法學家維尼亞明·葉夫根尼耶維奇·奇爾金在他的專著《外國憲法》（1997）中，區分了三種類型的超級總統制共和國：
- 總統專制共和國是一種政府形式，其中總統領導唯一被允許的政黨，該政黨是官方宣佈的具有約束力的意識形態的持有者（恩克魯瑪統治下的迦納，艾哈邁德·塞古·杜爾統治下的幾內亞，蒙博托統治下的扎伊爾等）
- 總統共和國是一種軍政府形式，在軍事政變後建立，宣佈其領導人為國家元首;
- 具有社會主義意識形態的國家（安哥拉，貝南，剛果共和國，莫三比克）的總統制共和國，總統由該國唯一執政黨的最高機構選舉產生。

習慣上超級總統制共和國與拉丁美洲國家有關，特別是在19世紀，以及非洲和後蘇聯時代的一些國家：俄羅斯、白俄羅斯、亞塞拜然和中亞共和國（吉爾吉斯斯坦除外）。哈薩克斯坦反對黨光明道路民主黨主席阿爾丁別克·薩爾森巴耶夫稱哈薩克為超級總統制國家。

## 俄羅斯
例如，現代俄羅斯作為超級總統制政權的想法在美國政治學家史蒂文·菲什的著作中得到了發展;在菲什看來，俄羅斯擁有「一個臃腫而超級強大的行政部門，不受立法或司法機構的制衡或對立法或司法機構負責」，正是這一點「破壞了後蘇聯政權的合法性，甚至可能破壞了民主本身;停止非國家政治組織的發展;阻止有效國家的形成；阻止了一個負責任的政府的出現」。